# UTC+7:30
UTC+7:30 werd in 1941 en 1942, voor de Japanse bezetting, gebruikt als zomertijd in Singapore als vervanging van UTC+7:20, die van 1933 tot 1940 in gebruik was geweest. Van 1945 tot 1970 werd UTC+7:30 opnieuw ingesteld als zomertijd. In 1970 werd de zomertijd afgeschaft in Singapore en werd UTC+7:30 de standaardtijd. In 1982 werd de standaardtijd gewijzigd naar UTC+8.